# Walpole Island
Walpole Island är ett samhälle i Kanada.   Det ligger i countyt Lambton County och provinsen Ontario, i den sydöstra delen av landet, 600 km sydväst om huvudstaden Ottawa. Walpole Island ligger 176 meter över havet och antalet invånare är 1 878.
Terrängen runt Walpole Island är mycket platt.Runt Walpole Island är det glesbefolkat, med 12 invånare per kvadratkilometer.. Närmaste större samhälle är Wallaceburg, 10,5 km öster om Walpole Island. 
Omgivningarna runt Walpole Island är en mosaik av jordbruksmark och naturlig växtlighet.